# Max Payne (jeu vidéo)
Vous lisez un « bon article » labellisé en 2024.
Pour les articles homonymes, voir Max Payne (homonymie).
Max Payne est un jeu vidéo d'action et de tir à la troisième personne développé par Remedy Entertainment et produit par 3D Realms. Il est à l'origine coédité en juillet 2001 sur Microsoft Windows par Gathering of Developers et Take-Two Interactive, et par la suite porté en décembre 2001 sur PlayStation 2 et Xbox par Rockstar Games, sur macOS en juillet 2002 par MacSoft Games et Feral Interactive, et adapté sur iOS et Android en 2012. Max Payne devient également jouable via la rétrocompatibilité sur Xbox 360 en 2009, sur PlayStation 3 en 2012, sur PlayStation 4 en 2016, et sur Xbox One et Xbox Series X/S en 2021. Enfin, une adaptation en vue isométrique réalisée par Möbius Entertainment paraît en 2003 sur Game Boy Advance.
Le jeu raconte l'histoire de Max Payne, un policier de New York qui tente de retrouver les auteurs du meurtre de sa famille, tout en enquêtant sur une nouvelle drogue, la Valkyrie. Il se trouve mêlé à un véritable complot impliquant le crime organisé, une société secrète et l'armée américaine. Le jeu fait plusieurs fois allusion à la mythologie nordique et au cinéma d'action hongkongais, en particulier les films de John Woo. Comme composante la plus remarquable du gameplay, le jeu intègre le bullet time, popularisé par le film Matrix sorti en 1999.
Max Payne est positivement accueilli par la presse spécialisée, qui loue ses fusillades captivantes et sa narration de film noir, mais critique sa linéarité et sa courte durée de vie. Le jeu, dont les ventes sont estimées à 4 millions d'exemplaires, est considéré comme l'un des meilleurs jamais réalisés et reçoit de nombreuses distinctions, parmi lesquelles le BAFTA Award du « meilleur jeu PC de 2001 ». Son succès permet le lancement de la franchise Max Payne, qui comprend deux suites, Max Payne 2: The Fall of Max Payne et Max Payne 3, publiées respectivement en octobre 2003 et en mai 2012, et une adaptation cinématographique du premier opus, sortie en octobre 2008 ; des remakes de Max Payne et Max Payne 2: The Fall of Max Payne pour PlayStation 5, Xbox Series X/S et Microsoft Windows sont annoncés en 2022.

## Trame

### Accroche
Max Payne, un enquêteur de police de New York, aux États-Unis, semble vivre le rêve américain : marié à une femme qu'il adore, Michelle, avec qui il vit dans une accueillante maison de banlieue, il est également père de famille depuis peu. Cependant, un soir, alors qu'il rentre chez lui, Max découvre dans sa demeure des voyous — sous l'emprise d'une nouvelle drogue, la Valkyrie (surnommée « le V ») — qui ont violemment assassiné sa famille. S'enfonçant dans la dépression, Max Payne accepte de prendre une couverture dans le milieu mafieux afin de démanteler le réseau de distribution de Valkyrie.
Trois ans plus tard, alors qu'une violente tempête de neige immobilise New York, le contact de Max, B.B., l'informe que son ami Alex a de nouvelles informations et l'attend dans le métro, station Roscoe Street. Sur les lieux, Max se retrouve dans une fusillade sanglante qui ne se terminera que trois jours plus tard, l'amenant à livrer seul une guerre contre le réseau mafieux et à trouver la vérité sur l'assassinat de sa famille,. Alors qu'il tente de se faire justice lui-même, Max Payne est recherché par la police de New York. Le scénario est « [divisé] en 3 grandes parties, elles-mêmes découpées en chapitres de longueur variable. »

### Résumé

#### Section I:Le Rêve américain

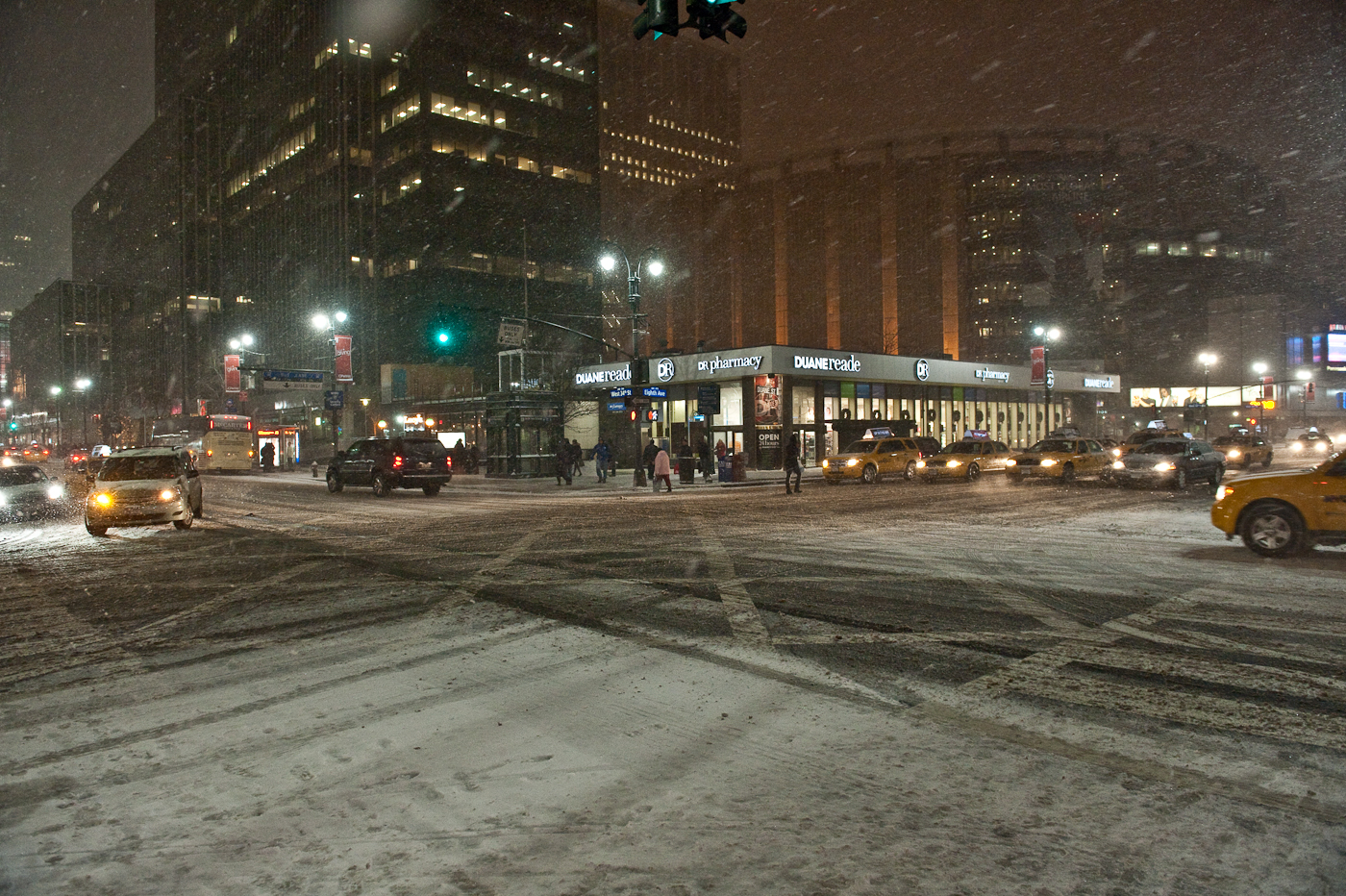
Le scénario de Max Payne est lancé la nuit à New York, après une violente tempête de neige.

Le jeu commence in medias res, le 20 décembre 2001, alors que New York vient de vivre la plus violente tempête de neige de son histoire. Max Payne se tient au sommet d'un gratte-ciel et se remémore les évènements qui l'ont conduit ici tandis que la police arrive. La trame est lancée trois ans plus tôt, le 22 août 1998. À l'époque, Max Payne est un honnête enquêteur de la police de New York, dans le quartier de Hell's Kitchen, qui vit heureux avec sa femme qui vient de donner naissance à leur bébé. Désirant se consacrer à sa famille, il refuse un poste à la Drug Enforcement Administration (DEA) que lui propose son ami Alex Balder. Alors qu'il rentre chez lui, il tombe sur trois voyous sous l'emprise d'une nouvelle drogue, la Valkyrie (le « V »), qui viennent d'assassiner sans pitié sa femme et son enfant. Effondré par ce drame, il accepte d'entrer à la DEA pour lutter contre le commerce de la drogue.
Trois ans plus tard, alors qu'une tempête de neige de plus en plus féroce oblige les gens à se barricader chez eux, Max Payne est en couverture dans le milieu mafieux de la famille Punchinello. Celle-ci s'occupe du trafic de Valkyrie, devenue entretemps la drogue la plus répandue dans New York. Alors que l'enquête piétine, son collègue B.B. appelle Max pour lui demander de rencontrer Alex Balder à la station de métro Roscoe Street au cœur du Bronx. Arrivé sur place, Balder n'est pas là, mais Max tombe rapidement sur les hommes de Jack Lupino, un des petits chefs de la famille Punchinello, et réalise qu'ils ont pris possession de la station pour creuser une brèche qui mène dans la salle des coffres d'une banque. Max y constate que les braqueurs n'ont volé que les fonds appartenant à Aesir Corporation, un jeune organisme devenu célèbre pour avoir rapidement acquis la fortune. La police arrivant, Max retourne à la station de métro où il finit par trouver Alex Balder, qui lui révèle qu'une taupe se cache dans la police avant d'être mystérieusement assassiné sous les yeux de Max. Ce dernier s'enfuit de la station et devient rapidement le principal suspect du meurtre.
Poursuivant son enquête, Max se rend à l'hôtel de Jack Lupino où les frères Finito lui tendent un piège car ils ont appris que Max était de la police. À découvert, Max doit affronter la mafia pour s'échapper de l'hôtel. Il découvre également que Vladimir Lem, chef de la mafia russe, est en guerre contre les Punchinello. N'ayant plus rien à perdre, Max décide d'aller à la rencontre de Vincent « Vinnie » Gognitti, un des adjoints de Jack Lupino, en exterminant tous les mafieux sur son chemin. Après l'avoir pourchassé dans tout Hell's Kitchen, Max attrape Gognitti, qui lui apprend que Lupino se cache au Ragna Rock, une boîte de nuit. Max épargne Gognitti et se dirige au Ragna Rock. Ici, Max découvre que Jack Lupino a complètement perdu de sa lucidité sous l'effet de la Valkyrie et qu'il se prend pour un antéchrist, messager des démons de différentes mythologies. Après une fusillade qui s'achève par la mort de Lupino, Max rencontre une intrigante femme fatale.

#### Section II:Une froide journée en enfer
Max Payne, pensant de prime abord avoir affaire à Lisa Punchinello — l'épouse du parrain et mari abusif Angelo Punchinello —, réalise qu'il est face à Mona Sax, sa sœur jumelle. Elle explique à Max qu'elle désire tuer Punchinello afin de protéger sa sœur, et lui sert un verre de whisky dans lequel elle a versé un somnifère. Relâchant sa vigilance, Max le boit et plonge dans un cauchemar où il revit le massacre de sa famille. Il se réveille attaché dans les sous-sols de l'hôtel de Lupino où Frank « La batte » Niagara, un des hommes de Punchinello, le martèle à coups de batte de baseball. Pendant la séance de torture, il apprend que Mona Sax a été capturée, après avoir raté sa tentative d'assassinat, et qu'elle est entre les mains du Trio, les trois gardes d'élite de Punchinello. Alors que Frank prend sa pause, Max parvient à défaire ses liens et à tuer ses ravisseurs. Après avoir quitté le bâtiment, Max rencontre Vladimir Lem qui lui propose de s'allier contre Punchinello, qui s'est retranché dans son manoir et est inattaquable. Vladimir lui indique alors une piste : Boris Dime, un de ses hommes, l'a trahi pour travailler avec Punchinello, et doit livrer par cargo un important volume d'armes à ce dernier sur les quais de Brooklyn. Max prend d'assaut le cargo et élimine tout son équipage, permettant à Vladimir de mettre la main sur toutes les armes. Pour le service rendu, Vladimir laisse Max prendre toutes les armes qu'il désire. Max décide d'organiser un deal dans le restaurant de Punchinello, Casa di Angelo. Le rendez-vous s'avère cependant être un piège et Max échappe de justesse à l'incendie criminel et aux tueurs de Punchinello.
Conduit par Vladimir Lem, Max se rend au manoir de Punchinello et le prend d'assaut grâce aux armes lourdes récupérées dans le cargo. En progressant dans le manoir depuis les caves, il découvre que Mona Sax a réussi à s'échapper. Après avoir éliminé tous les hommes de main sur sa route, ainsi que le Trio, Max finit par atteindre les quartiers du Don où il découvre le corps de Lisa Punchinello, battue à mort par son mari. Entretemps, un hélicoptère atterrit dans le jardin du manoir et des tueurs lourdement armés en surgissent. Max comprend que Punchinello n'est qu'une marionnette dans le trafic de Valkyrie lorsque celui-ci est tué par le groupe de mercenaires, répondant aux ordres d'une « mystérieuse sorcière en talons aiguilles ». Tenant Max à sa merci, la femme lui injecte assez de Valkyrie pour lui faire faire une overdose et le laisse pour mort.

#### Section III:Un peu plus près du paradis

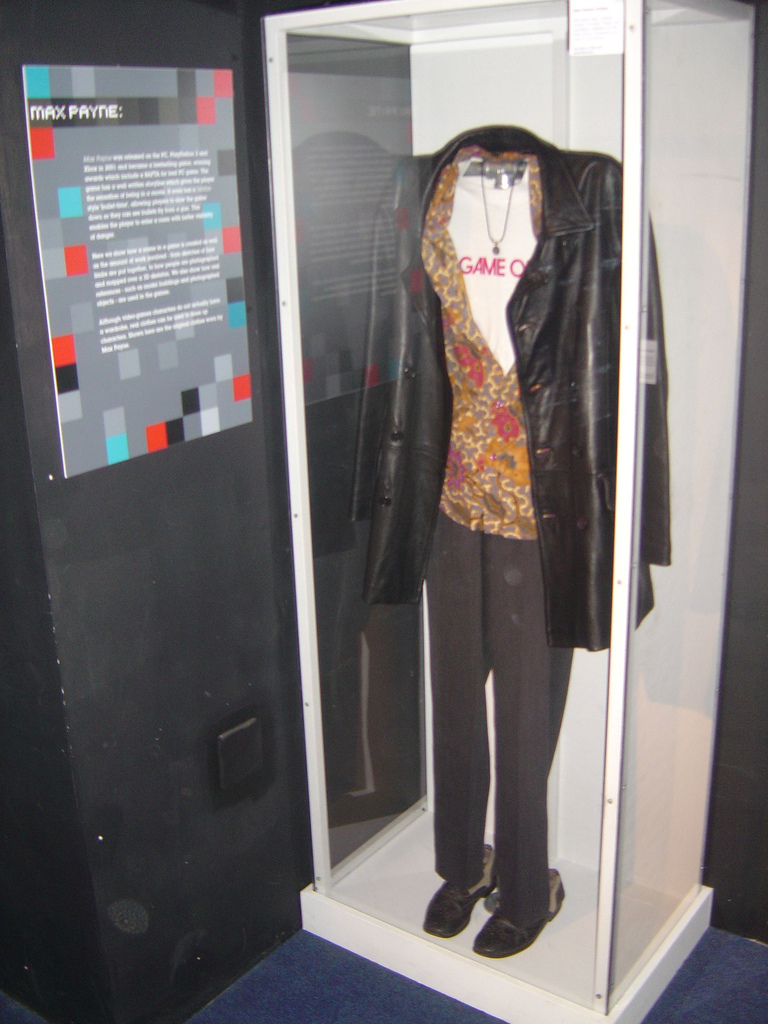
Vêtements de Max Payne, portés pour les besoins du jeu, présentés ici à l'exposition Game On lors de son passage au Science Museum de Londres, en 2006.

En plein bad trip, Max Payne revit lors d'un nouveau cauchemar les événements tragiques survenus trois ans plus tôt. Encore sous l'effet de la Valkyrie, Max reprend péniblement conscience, puis se lance à la poursuite de la femme mystérieuse en se rendant à Cold Steel, une fonderie sous laquelle se situe un complexe militaire secret. À l'intérieur, il apprend la raison d'être de ce lieu, et toute la vérité. À l'origine, la Valkyrie est le résultat du projet Valhalla, une expérience de l'armée américaine durant la première guerre du Golfe pour améliorer l'endurance et la loyauté des soldats. Le projet fut rapidement arrêté par l'armée en raison de ses faibles résultats, mais la cheffe du projet décida de reprendre l'expérience à son compte. Plusieurs personnes servirent de cobayes pour tester la Valkyrie. Une fois la drogue au point, il ne restait plus qu'à tester le comportement des drogués en milieu urbain. Parallèlement, Michelle Payne, la femme de Max, avait accidentellement eu connaissance du projet, trois ans avant les événements, et tenta d'en parler au procureur. Au courant des investigations de Michelle Payne, la responsable du projet Valhalla décida de tester ses sujets d'études en les relâchant dans la maison des Payne pour faire d'une pierre deux coups.
Afin de se débarrasser de toutes les preuves et des témoins, l'opération « Mort dans les yeux » est initiée, aboutissant à l'autodestruction du complexe. Max parvient à s'en échapper au dernier moment, et reçoit ensuite un appel de son ancien collègue B.B. qui lui donne rendez-vous dans un parking à étages. Max comprend que c'est B.B. qui est à l'origine du meurtre d'Alex Balder et du coup monté contre lui. Sur les lieux, B.B., accompagné par des tueurs, avoue qu'il a reçu des pots-de-vin pour piéger Max et Alex, et que le braquage de banque de Jack Lupino n'était qu'un prétexte. C'est également B.B. qui a révélé à la mafia que Payne était policier. Max affronte avec hargne B.B. et ses hommes dans le parking aérien, jusqu'à finalement s'en débarrasser. La fusillade terminée, Max reçoit un appel d'un certain Alfred Woden qui lui demande de se rendre à l'immeuble Asgard. Entretemps, la vendetta de Max Payne contre la mafia a fait parler d'elle dans les médias. Jim Bravura, le directeur adjoint de la police new-yorkaise, déclare que Max Payne est devenu l'ennemi public numéro un. Payne est néanmoins défendu par une partie de la population qui estime qu'il nettoie la ville.
Arrivé dans l'immeuble, Alfred Woden révèle à Max Payne qu'il fait partie d'une société secrète appelée le Cercle des initiés. Cette organisation a de nombreux liens avec le gouvernement et est impliquée dans de nombreux projets et notamment le Projet Valhalla. Sans détailler leur implication dans ce projet, les membres du Cercle expliquent à Max que la femme qu'il cherche s'appelle Nicole Horne et dirige Aesir Corporation, une organisation surpuissante qui s'est rapidement enrichie grâce à la Valkyrie. La puissance et l'influence de Nicole Horne empêche le Cercle d'agir. Ils proposent donc à Max Payne de s'occuper de Horne et retireront toutes les charges qui pèsent sur lui en échange. Mais au cours de la réunion, les hommes d'Aesir Corporation débarquent et tuent tout le monde à l'exception de Max et Woden qui parviennent à s'enfuir.
Max Payne se rend, seul, au siège d'Aesir Corporation, et prend celui-ci d'assaut. Au cours de son ascension, il retrouve Mona Sax, qui a été chargée de le tuer. Celle-ci refuse et est abattue par les hommes de Horne. Tandis que Max les envoie ad patres, le corps de Mona se volatilise. Au sommet du bâtiment, Max se confronte finalement à Nicole Horne, qui prend la fuite en hélicoptère. La tempête de neige est alors au comble de sa puissance. Max tire sur les câbles qui soutiennent une antenne géante, et celle-ci s'écroule sur l'hélicoptère de Horne, qui s'écrase au sol. Horne tuée, la vendetta de Payne est terminée. La tempête de neige se calme. Les forces spéciales de la police de New York arrivent sur les lieux, encerclent Max, et le mettent en état d'arrestation. Alors qu'il est emmené au poste de police, Max aperçoit Alfred Woden parmi la foule, arborant un sourire satisfait. L'histoire se termine sur un plan de Max, qui sourit à son tour.

## Système de jeu
Max Payne se présente comme un jeu d'action et de tir à la troisième personne, dans lequel le joueur contrôle Max Payne. Il peut courir, tirer (debout ou en plongée), sauter, et pleinement interagir avec son environnement, par exemple en ouvrant des meubles comme des commodes et des placards. Sur la version PC, le joueur peut modifier son personnage à l'aide de trois éditeurs sortis par Remedy Entertainment en même temps que le jeu : MaxED, ActorFX, et ParticleFX.

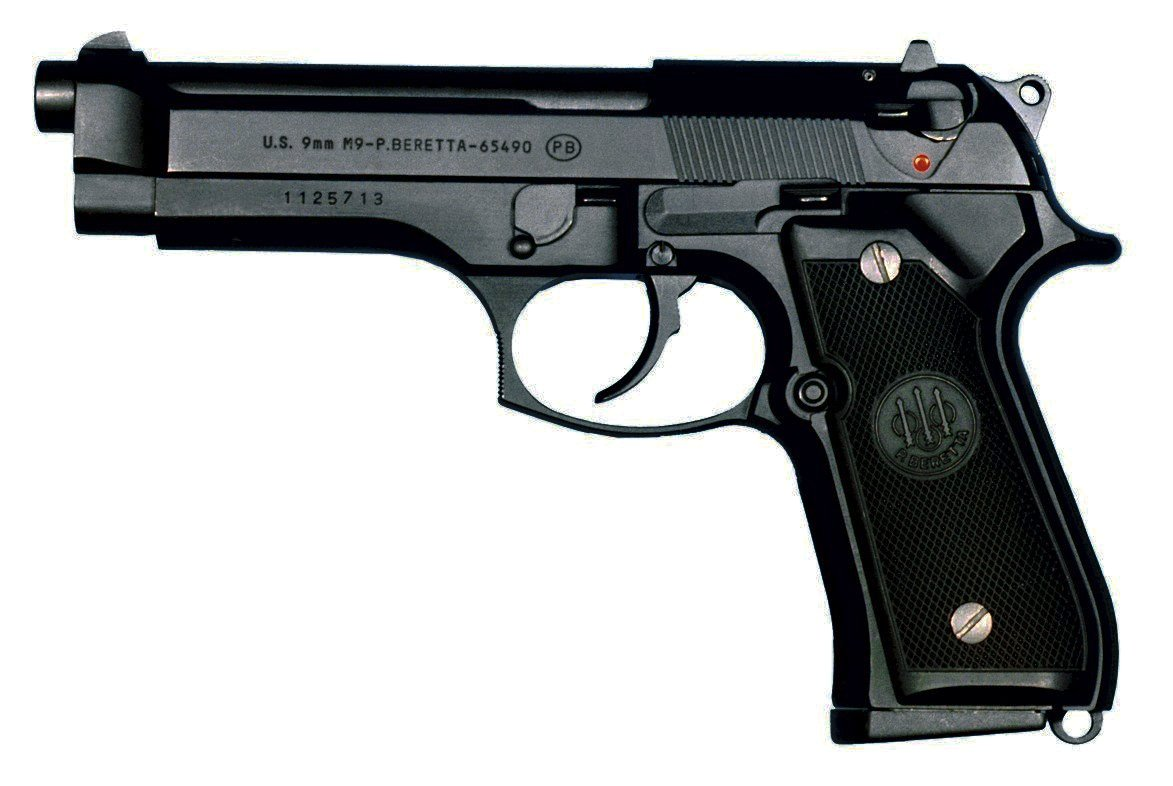
Pistolet Beretta, semblable à celui utilisé par Max Payne et certains de ses adversaires.

Parmi les armes proposées, le joueur peut utiliser un pistolet Beretta, un Desert Eagle, un fusil à pompe, un fusil d'assaut, un fusil à lunette, un pistolet-mitrailleur, ainsi que lancer des cocktails Molotovs ou des grenades,,. Il est également possible de tirer avec deux armes en même temps, selon les fonctionnalités. Le jeu comprend une option supplémentaire, le bullet time, qui permet de ralentir l'action durant quelques secondes et ainsi d'accomplir des « fusillades spectaculaires », pour parvenir à abattre les nombreux ennemis présents sur la route du joueur. Lorsque le temps est ralenti, Max Payne peut réagir plus vite que ses ennemis qui deviennent alors plus faciles à viser. Une variante de cette technique permet à Max Payne de ralentir le temps uniquement pendant que celui-ci « plonge » en tirant sur ces cibles, ce qui lui permet de mieux éviter les balles. Son utilisation est limitée par un compteur, qui se régénère en tuant des ennemis. En parallèle, le joueur peut récupérer en santé à l'aide d'antalgiques disposés dans les niveaux. 
En dehors du tutoriel, le joueur peut choisir entre 4 modes de jeu : « fugitif », « dur à cuire », « mort à l'arrivée », et « minute new-yorkaise ». Le joueur doit terminer le mode « fugitif », qui est l'histoire principale du jeu, pour débloquer les autres modes. Les modes « dur à cuire » et « mort à l'arrivée » augmentent la difficulté : Max a moins de santé, récupère plus lentement, la visée automatique est aléatoire ou disparaît, et les ennemis sont plus coriaces. Quant au mode « minute new-yorkaise », il incombe au joueur la tâche de terminer le jeu avant la fin du temps imparti ; tuer des ennemis rajoute du temps, et finir ce mode permet le déblocage d'un niveau secret appelé « Bullet-time ». Le jeu intègre un mécanisme — innovant pour l'époque — de difficulté adaptative : celle-ci s'ajuste en permanence en fonction des performances du joueur,,,.
Les niveaux sont linéaires et comprennent parfois des séquences de plates-formes, notamment lors des interludes où le joueur se retrouve dans les cauchemars de Max Payne. Les cinématiques suivent le monologue intérieur de Max Payne sous forme de bulles de dialogues écrites,. Le jeu brise occasionnellement le « quatrième mur » : dans un de ses cauchemars, Max prend conscience qu'il est à la fois le protagoniste d'un roman graphique et d'un jeu vidéo,,,.

## Développement

### Conception
Max Payne est le deuxième jeu vidéo du studio finlandais Remedy Entertainment, après le jeu de combat motorisé Death Rally, sorti en 1996. Il est développé en quatre ans et demi avec un budget de 3 millions de dollars.

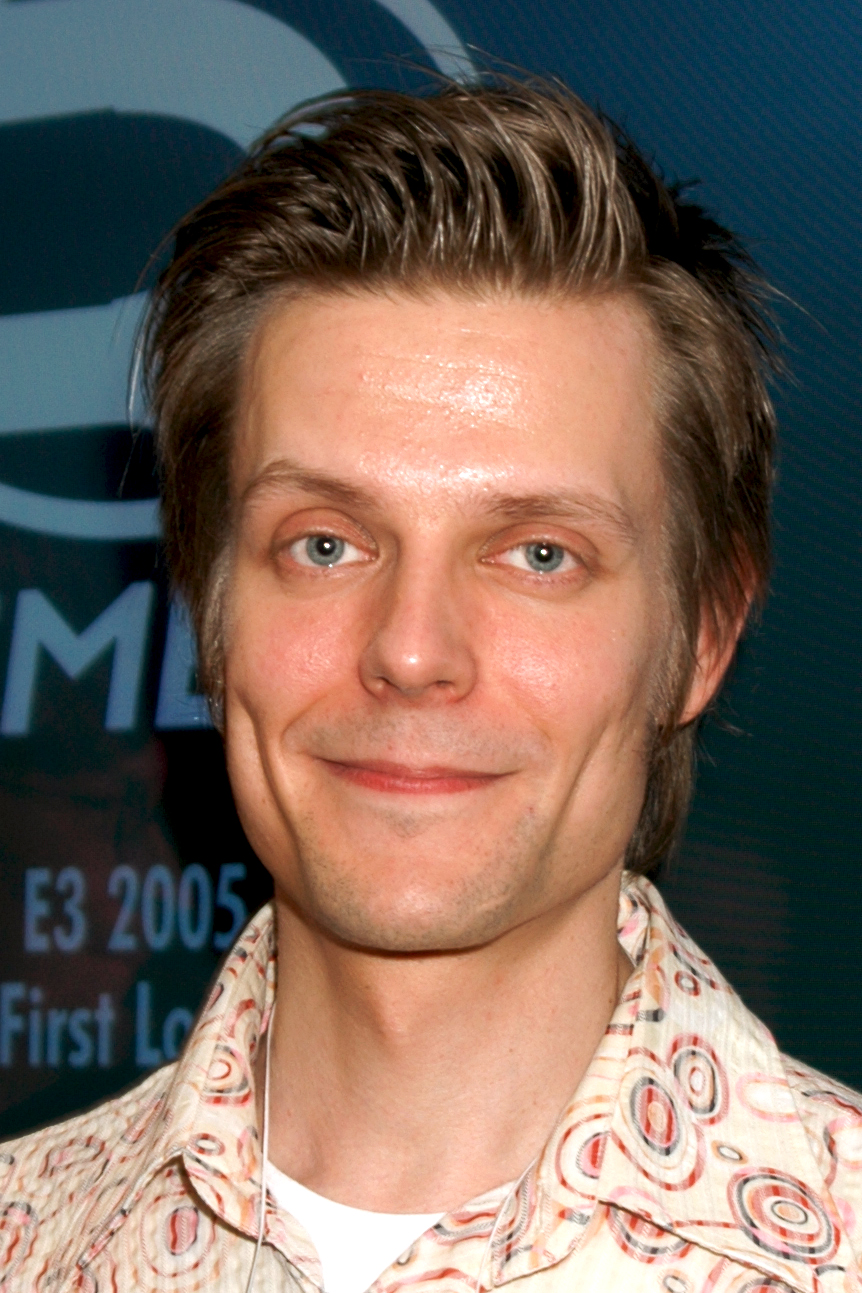
Sam Lake, écrivain-scénariste et visage du personnage Max Payne, ici à l'E3 2005.

C'est peu après la sortie de Death Rally que Remedy expose l'idée d'une suite : d'abord avec « un jeu fantasy à la Legend of Zelda », puis finalement avec « un jeu en vue aérienne d'un flic dur à cuire ». Dès lors, la société, qui compte 15 à 18 employés,, commence son nouveau projet de développement à la fin 1996,. Sam Lake, scénariste du jeu, explique que, dès le début du projet, l'équipe avait eu l'idée d'« un concept appelé Dark Justice, qui était une sorte de futur proche gangrénée par des guerres de narcotrafiquants » et qu'il coulait « une ambiance de film noir, de durs à cuire — je voulais y intégrer un personnage principal de type détective privé. » Dès lors, Dark Justice devient Max Payne. Ce changement est initié par le coproducteur Scott Miller, qui voulait un titre basé sur le nom du personnage principal, comme pour Duke Nukem. À ses tout premiers débuts, le personnage est simplement nommé « Max » puis, faute de mieux, « Max Heat », jusqu'à ce qu'un intervenant de Remedy propose de remplacer « Heat » par « Payne ». L'équipe s'accorde en 1997 pour « Max Payne », oubliant ainsi « Max Heat », nom pour lequel 20 000 dollars ont été dépensés pour en faire une marque officielle. Dans le même temps, « Max Payne », qui vient des mots « maximum pain » et qui signifie littéralement « souffrance maximale » en anglais, permet de savoir ce que ressent le protagoniste dans les épreuves qu'il traverse.
La création artistique des personnages s'effectue à la fin 1997. Sam Lake prête ses traits à Max Payne, et se sert de ses proches comme modèles pour les autres personnages. Ainsi, ce sont ses propres parents qui incarnent la principale antagoniste Nicole Horne et le conspirateur Alfred Woden,,. Les acteurs ont auparavant effectué plusieurs séances photo. Les photos, qui servent de modèles à la création des personnages, sont également utilisées pour les cinématiques qui narrent les événements sous forme de cases et bulles de dialogues écrites, de bandes dessinées,, avec un effet peinture à l'eau généré à l'aide de Photoshop. L'utilisation des cases de bandes dessinées permet de remanier le scénario plus rapidement et à moindre coût qu'animer de nouvelles cinématiques. Les mouvements des personnages sont effectués par capture, avec l'aide d'acteurs, comme notamment James McCaffrey qui incarne le rôle et la voix originale de Max Payne. Les acteurs sont filmés dans un gymnase effectuant des cascades, dans la veine des films de kung-fu de John Woo, et divers mouvements avec des armes factices tels que le bullet time,. Dans l'objectif de reproduire les sensations de tirer avec une vraie arme, les acteurs se sont rendus dans un stand de tir. Entretemps, Remedy reçoit une centaine d'e-mails d'internautes concernant les armes qui pourraient être présentes dans le jeu.
Le scénario principal comprend de nombreuses références à la mythologie nordique, Sam Lake ayant étudié la littérature à l'université d'Helsinki lorsqu'il était plus jeune. En parallèle au scénario, l'équipe de développement se charge d'inclure des easter eggs, comme notamment un passage au début du jeu dans lequel Max Payne, en jetant une grenade dans la brèche d'un mur de brique, peut « déclarer la guerre aux rats ». Le jeu comprend aussi une série fictive cartoonesque et ultra-violente de télévision et de bandes-dessinées centrée sur un personnage du nom de Captain Baseball Bat Boy, qui est en réalité un biopic fictif de Max Payne.
Le jeu évolue énormément au cours de son développement, passant d'une perspective en vue de dessus à une vue à la troisième personne à la Tomb Raider, abandonnant l'idée du futur proche et de la guerre des narcotrafiquants, pour finalement adopter une histoire centrée sur la drogue et sur le principal protagoniste, un détective « au caractère bien trempé » du nom de Max Payne. À cette période, Remedy s'associe avec 3D Realms, qui leur donne l'autorisation de modifier le projet de manière ambitieuse par rapport à ce qui était prévu au tout début. Entretemps, l'équipe se rend deux fois à New York pour photographier la ville et ses alentours, afin de modéliser l'environnement du jeu. Remedy utilise son propre moteur de jeu, appelé MaxFX (ou MAX-FX), pour développer Max Payne et sa suite. MAX-FX est ensuite cédé sous licence à Futuremark, qui l'utilisera pour sa série de tests 3DMark, le dernier étant 3DMark 2001 Second Edition,.
Les tout premiers morceaux musicaux de Max Payne sont composés par Tero Kostermaa alias Teque, un compositeur amateur interne à Remedy, alors que le jeu est encore en développement. Ces morceaux sont utilisés pour les clips promotionnels montrés à l'E3 en 1999 et 2000. Cependant, alors que les attentes grandissent, Remedy décide d'employer Kari Hatakka alias Kärtsy, un musicien professionnel extérieur à la société. Kärtsy s'attèle donc à la composition des morceaux par ordinateur aux côtés de Kimmo Kajasto, avec Pauli Saastamoinen des studios Finnvox au mastering ; par la suite, le morceau-thème du jeu, Max Theme, est inclus dans les clips promotionnels montrés à l'E3 2000 et 2001.

### Commercialisation et adaptations
| Configuration PC                                                                                             |
| Minimum requis                                                                                               |
| --- |
| - 450MHz AMD / Intel Processor - 96 Mo RAM - Carte graphique compatible Direct3D 16 Mo                       |
| Système recommandé                                                                                           |
| - 700 MHz AMD / Intel Processor - 128 Mo RAM - Carte graphique compatible Direct3D 32 Mo                     |
| Configuration générique                                                                                      |
| - DirectX 8.0 - Carte graphique compatible DirectSound - Installation : 830 Mo (complète), 530 Mo (minimale) |

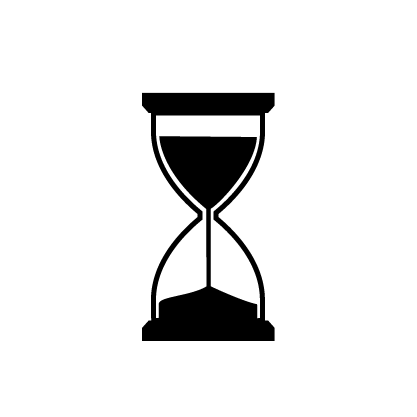
Une icône de sablier, située dans le coin inférieur gauche de l'écran, indique la durée de bullet time restante.

Une première bande-annonce bêta est réalisée et exposée à l'E3 en 1998. À cette époque, le jeu suscite l'engouement du public et de la presse principalement grâce à ses scènes au ralenti dans lesquelles Max Payne se jette au sol avec ses armes pour tuer ses ennemis,. Ce concept, par la suite connu sous le nom de bullet time, est novateur jusqu'à l'arrivée en salles du film à succès Matrix un an plus tard, en 1999. Max Payne est initialement prévu pour une sortie en été 1999, puis repoussé au printemps 2000, les développeurs ayant envisagé un mode multijoueur qui est finalement abandonné.
En juillet 2001, George Broussard, coproducteur de Max Payne, annonce l'arrivée imminente du jeu, qui devrait être précédé par une démo deux semaines avant. Celle-ci est notamment incluse dans des magazines comme PC Gamer, puis sort en septembre 2001 en Europe. Les exemplaires officiels du jeu sont fabriqués le 16 juillet, et empaquetés le 20 juillet. Entretemps, une pré-commande de 39,95 $, puis de 49,95 $, peut être effectuée par les joueurs sur le site web officiel de Max Payne. Max Payne est finalement publié le 23 juillet 2001 en Amérique du Nord sur Microsoft Windows par Gathering of Developers, puis porté en décembre 2001 sur Xbox et PlayStation 2 par Rockstar Games, et sur macOS en juillet 2002 par MacSoft Games et Feral Interactive. À cette période, une version Dreamcast est prévue mais annulée, la production de la console ayant été arrêtée.
Max Payne est adapté sur Game Boy Advance en 2003, deux ans après sa sortie initiale,. Remedy Entertainment, n'ayant aucune expérience pour faire un portage sur ce type de console portable, décide de faire appel à un éditeur encore parfaitement inconnu jusque-là, Möbius Entertainment, qui est alors en pleine acquisition par Take-Two Interactive, label parent de Rockstar Games. Cette version, sortie le 16 décembre 2003,,, est donc adaptée sur une plate-forme beaucoup moins puissante, et diffère considérablement des versions PC et consoles de salon : au lieu d'un jeu de tir en 3D, les graphismes du jeu se basent sur des sprites en vue isométrique, et son gameplay ne comprend qu'une dizaine de niveaux et d'armes. Ici, la musique et les effets sonores sont composés par Tom Kingsley.
Max Payne est également publié et téléchargeable sur Xbox 360 dans le cadre du programme Xbox Originals en 2009, sur PlayStation 3 en tant que Classique PS2 en 2012,, sur PlayStation 4 en 2016, et sur Xbox One et Xbox Series X/S en 2021, du fait de la rétrocompatibilité de ces consoles. Max Payne Mobile, une adaptation du jeu sur Android et iOS basée sur la version Microsoft Windows, est annoncé le 6 avril 2012, peu avant la sortie de Max Payne 3. La version iOS sort le 13 avril 2012, tandis que son homologue Android, prévue pour le 26 avril, est reportée au 14 juin 2012. Aucun changement majeur n'est apporté au jeu en dehors de la refonte HD.

## Accueil

### Presse spécialisée
Les versions consoles et PC de Max Payne sont généralement bien accueillies par la presse spécialisée, qui fait principalement l'éloge de l'environnement pesant et sombre du jeu, des graphismes,, et de la conception sonore. Au niveau des graphismes, la presse spécialisée félicite les textures « photo-réalistes », « ahurissantes de détails » dont le « style fait un peu penser à du Hitman : Tueur à gages », et l'animation des personnages, où « les cadavres ne disparaissent pas, heurtent tout ce qui les environne en tombant, tressautent lorsque l'on tire dessus même une fois morts, subissent des impacts de balles clairement localisés qui conditionnent leurs réactions ». La presse s'est également parfois gaussée de la « grimace » sur le visage du personnage qui lui « donne l'air constipé », ce qui est, en fait, le fruit d'une technologie qui était encore limitée à l'époque. Concernant la mécanique du bullet time, elle est particulièrement louée, et considérée comme l'option la plus remarquable du jeu. Sur la globalité du gameplay, « peu de jeux ont été aussi amusants à jouer » selon Jeff Lundrigan de Next Generation.
Les autres éléments du jeu, cependant, sont accueillis de manière mitigée. Bien que considéré comme digne d'un « film policier délicieusement mélodramatique », le scénario est perçu comme « simpliste », « pas exaltant », « parfois prévisible » et « plein de clichés », bien qu'« il tienne la route ». La scénarisation dans le style bande dessinée est tantôt qualifiée de « géniale », tantôt considérée de « roman graphique mal dessiné » qui « vous sort fréquemment du jeu ». Ces illustrations sont d'ailleurs comparées aux comics de Dave McKean tels que Les Fous d'Arkham pour le graphisme, et à Sin City de Frank Miller pour l'ambiance et le ton des dialogues. La version française, entièrement localisée, « propose des voix très correctes, mais qui perdent un peu de leur force, un peu de leur impact ».
La conception linéaire et « superficielle » des niveaux et des phases de plates-formes, la durabilité courte, (entre 8 et 12 heures pour compléter le jeu), et l'absence d'un mode multijoueur sont fustigées. Les séquences de cauchemar, qui nécessitent l'usage du saut, sont difficilement jouables, car les mouvements sont au ralenti et les zones labyrinthiques ont une vision très réduite. Rétrospectivement, l'atmosphère morbide de ces séquences a marqué de nombreux joueurs dans leur jeunesse, qui les considèrent « traumatisantes » et « frustrantes ».
La presse spécialisée fait également remarquer la réduction des détails et les ralentissements occasionnels de la version PlayStation 2 (PS2), qui sollicite les limites de la puissance de la console. En outre, les niveaux sont divisés en petites parties, entrecoupées de longs écrans de chargement, afin de ne pas solliciter les 32 Mo de mémoire vive de la console, ce qui entraîne « une forte perturbation du flux et de la tension de l'histoire »,. Pour GameSpot, cette version devrait être jouée « seulement par défaut ».
L'adaptation Game Boy Advance (GBA) est bien accueillie,,, malgré un design graphique revu à la baisse afin de s'adapter à une architecture 32 bits, et malgré le « pari risqué de restituer tout ce qui faisait la force de la version PC ». Cette version est un « bullet-time de poche » qui retrace fidèlement le gameplay et l'atmosphère du jeu original, bien que la presse spécialisée recense des lacunes mineures. Quelques ralentissements se font ressentir à l'apparition de plusieurs ennemis en même temps, et ceux-ci peuvent tirer sur le joueur avant même d'apparaître à l'écran. Par ailleurs, Eurogamer mentionne que, « contrairement à beaucoup d'autres titres GBA » de l'époque, ce jeu n'est pas adapté pour les enfants.
L'adaptation mobile, Max Payne Mobile est, elle aussi, généralement bien accueillie pour sa refonte des graphismes en HD, et pour son système de jeu similaire à celui de l'adaptation mobile de Grand Theft Auto III. Néanmoins, elle est qualifiée de « décevante » et sa maniabiltié d'« atroce ». Certains critiques fustigent les commandes sur écran tactile, en particulier le changement d'armes lors d'échanges intenses de coups de feu, tandis que d'autres préfèrent prendre du recul, rappelant qu'il s'agit de l'adaptation d'un jeu âgé de 12 ans au moment de sa sortie.

### Ventes
Aux États-Unis, le jeu se vend à environ 82 000 exemplaires dès le premier mois après sa sortie, ce qui en fait le 19e jeu vidéo le plus vendu en 2001, avec 300 782 exemplaires vendus et 13,8 millions de dollars de recettes. Les versions PC et PlayStation 2 du jeu se sont vendues respectivement à 430 000 (16,9 millions de dollars de recettes) et 1,6 million exemplaires (56 millions de dollars de recettes) jusqu'en 2006. Max Payne devient le 33e jeu informatique le plus vendu dans le pays entre 2000 et 2006 pour le magazine Edge, et le 26e jeu le plus vendu sur PlayStation 2, Xbox ou GameCube entre ces mêmes dates pour le magazine Next Generation,.
Au Royaume-Uni, l'Entertainment and Leisure Software Publishers Association (ELSPA) décerne la certification Argent à la version PC de Max Payne et la certification Or à la version PlayStation 2, indiquant des ventes respectives d'au moins 100 000 et 200 000 exemplaires dans le pays.
En 2009, Max Payne compte 4 millions d'exemplaires vendus dans le monde,. Les excellentes performances commerciales de Max Payne sur PlayStation 2 et Xbox lui valent de rejoindre les gammes Platinum et Classics (en Europe), et Greatest Hits, et Platinum Hits, (en Amérique du Nord) de ces consoles respectives.

### Distinctions
Le jeu remporte de nombreuses récompenses annuelles pour l'année 2001, notamment le BAFTA Award dans la catégorie du « meilleur jeu PC de 2001 », catégorie qui lui est également attribuée par Amazon.com et l'European Computer Trade Show (Visitors Award). Il remporte également le prix du « jeu PC de l'année » décerné par The Augusta Chronicle, Shacknews et GameZone. Dans les autres catégories, il remporte le Golden Joystick Award décerné par Dennis Publishing, le prix du « meilleur jeu de 2001 », du « meilleur graphisme d'un jeu PC » et du « meilleur jeu d'action sur PC » décerné par The Electric Playground, le Readers Choice Best Game et le « meilleur jeu sur PC » décernés par Pelit Magazine, « The Best of 2001 - PC » et Editor's Choice par GameRevolution ; le « Reader's Choice Game », « meilleur jeu d'action en solo » et « meilleur jeu sur Xbox » par GameSpot ; le « Readers' Choice Game of the Year », « meilleur scénario », « meilleurs graphismes », « meilleure bande-son », et « meilleur jeu d'aventure » (Xbox) et « Editor's Choice » par IGN ; « Gamers Choice Award » (Xbox) par Games Domain ; « meilleur gimmick » par GameSpy (deuxième dans les catégories Best Ingame Cinematics et Best Movie Trailer) ; et « Editor's Choice » et « Best Innovation Destined for Overuse » par Computer Gaming World,. L'équipe d'IGN explique que le jeu « a recueilli tellement de votes de la part des lecteurs » qu'ils ont « presque décidé de créer une nouvelle catégorie « meilleur jeu Max Payne de 2001 ». » Par la même occasion, le site web le classe 96e meilleur jeu PlayStation 2, affirmant que les joueurs associent bien plus le bullet time à Max Payne qu'au film Matrix.
Une première version du jeu est également finaliste pour le prix Best of Show à l'E3 en 1998. Le jeu terminé reçoit plusieurs récompenses de type « jeu du mois » dans divers médias spécialisés dans les jeux vidéo (et un Seal of Excellence à Adrenaline Vault) et est inclus dans la liste 2005 des 50 meilleurs jeux de tous les temps, ainsi que dans la liste 2011 des « 100 meilleurs jeux PC » de tous les temps. En 2007, le site web spécialisé Bit-tech ajoute le jeu et sa suite dans sa liste des « cinq jeux les plus moddables ». Il reçoit deux prix d'Eurogamer, le prix de la meilleure cinématographie de jeu et le prix du meilleur personnage de jeu de 2001.

## Postérité

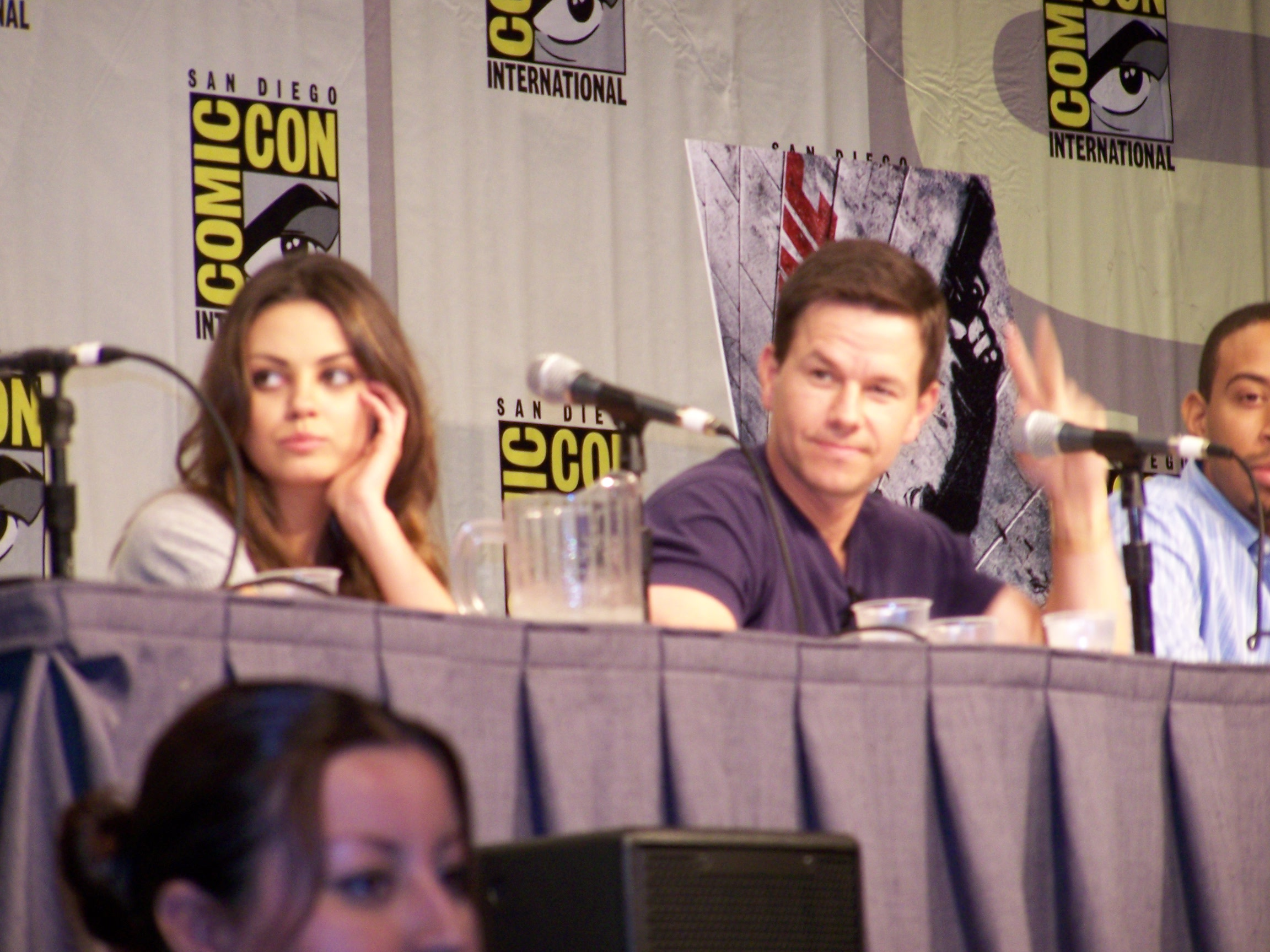
Mila Kunis et Mark Wahlberg, acteurs du film homonyme sorti en 2008.

Le succès de Max Payne permet le développement de deux suites, Max Payne 2: The Fall of Max Payne et Max Payne 3. En 2002, Take-Two Interactive, qui a assisté aux performances commerciales du jeu, décide d'acheter les droits de Max Payne à Remedy et 3D Realms pour environ 34 millions de dollars (10 millions de dollars en liquide, et l'équivalent de 24 millions de dollars en actions),. Remedy accepte et décide immédiatement de s'atteler au développement de Max Payne 2: The Fall of Max Payne, sorti l'année suivante. En novembre 2009, Rockstar Studios annonce le développement d'un troisième volet, Max Payne 3, qui, après quelques retards, sort finalement en mai 2012.
L'idée d'une adaptation cinématographique fait surface en 2001. Il est dit, dans les notes d'intentions du manuel du jeu, que Remedy est en négociation de projet avec Dimension Films, avant de s'associer finalement à 20th Century Fox. Le début de scénario est écrit par Beau Thorne qui s'est « appuyé sur l'histoire et les cinématiques du jeu vidéo pour définir la base du film. » Le film homonyme, réalisé par John Moore, avec Mark Wahlberg dans le rôle-titre, sort au cinéma en 2008,. Il existe également un film indépendant, intitulé Payne and Redemption, réalisé par Fergle Gibson, avec la participation de James McCaffrey, sorti en 2016, et remarqué par la presse spécialisée.
En 2021, Remedy poste une vidéo sur YouTube à l'occasion du 20e anniversaire de Max Payne dans laquelle Sam Lake endosse de nouveau le rôle du personnage, avec James McCaffrey à la voix off. En 2022, Remedy Entertainment et Rockstar Games annoncent le développement des remakes de Max Payne et Max Payne 2: The Fall of Max Payne sur PlayStation 5, Microsoft Windows et Xbox Series X/S. Deux ans plus tard, au début de 2024, Remedy annonce vouloir entrer en phase de production active entre avril et juin 2024 concernant le remake de Max Payne, sans donner de précision sur une éventuelle date de sortie.
En dehors des adaptations et remakes, d'autres jeux développés par Remedy rendent hommage à Max Payne. Par exemple, dans Alan Wake, sorti en 2010, un manuscrit de l'épisode 2 est lu par James McCaffrey ; le joueur peut apercevoir deux pistolets Beretta, l'arme de choix de Max Payne, dans l'appartement d'Alan. Dans Quantum Break, sorti en 2016, une vidéo d'Alan Wake, dans laquelle Sam Lake joue Max Payne, est diffusée pendant la scène d'ouverture du jeu.